# 経済の奇跡

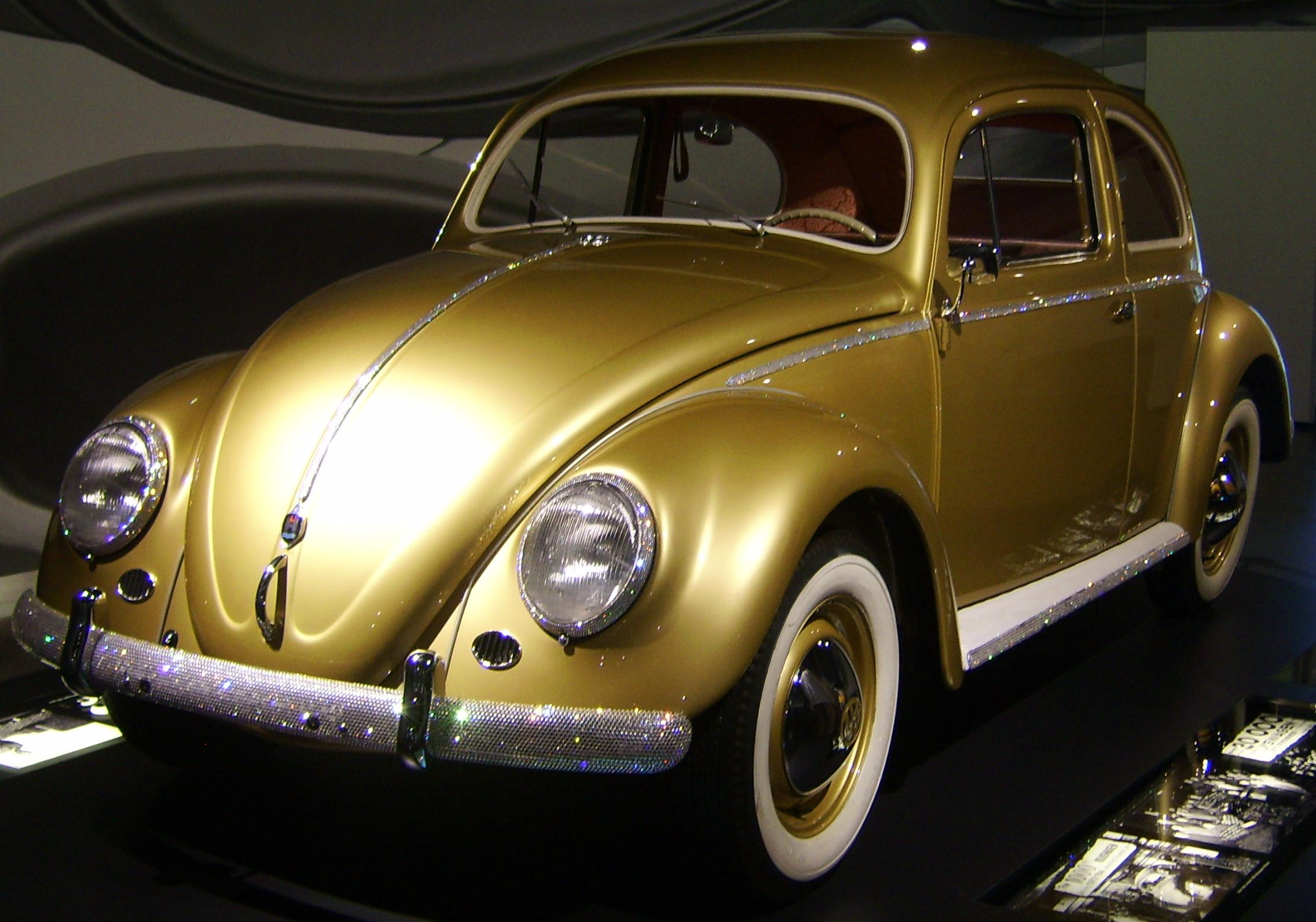
100万台目のフォルクスワーゲン・ビートル(1955年8月5日)。

経済の奇跡（けいざいのきせき、ドイツ語: Wirtschaftswunder）・エアハルトの奇跡もしくはライン川の奇跡は、第二次世界大戦後の西ドイツとオーストリアにおける、社会的市場経済に基づくオルド自由主義を採用した経済の、急速な再建と成長を誇張した表現である。この現象を意味するドイツ語表現は1959年に『タイムズ』によって初めて英語圏で使われた。
ライヒスマルクから、法定通貨としてのドイツマルクへの通貨改革（オーストリアでも同様にシリングが制定された）の始まりに際して、低度のインフレーションと急速な工業成長を一定期間継続させる政策は、ヨーロッパの西ドイツ首相コンラート・アデナウアーと経済大臣ルートヴィヒ・エアハルトによって指導された。1957年に欧州経済共同体市場が発足し、イギリスの苦しい状況とは対照的に西ドイツの経済成長は続いた。
もっとも、ドイツのエネルギー産業は石炭・石油いずれにおいてもアメリカ合衆国との国際競争で圧倒されてしまった。1966年、テキサコがドイチェ・エルデールを買収するのをドイツ政府は資金難で黙認し、エアハルト政権は世論の矢面に立たされ凋落した。エルデールはドイツの基幹産業に外資が浸透してから戻ってきた。1988年RWEの子会社となり、2013年に国際コンソーシアムに買収された。コンソーシアムの参加者は、ドイツ資本だがフランスのペック・リン（PEC-Rhin）と協調したウィンターシャル、マイケル・ミルケンの上客だったコールバーグ・クラビス・ロバーツ、クウェートのオイルマネー、そしてミハイル・フリードマンである。

## 西ドイツ

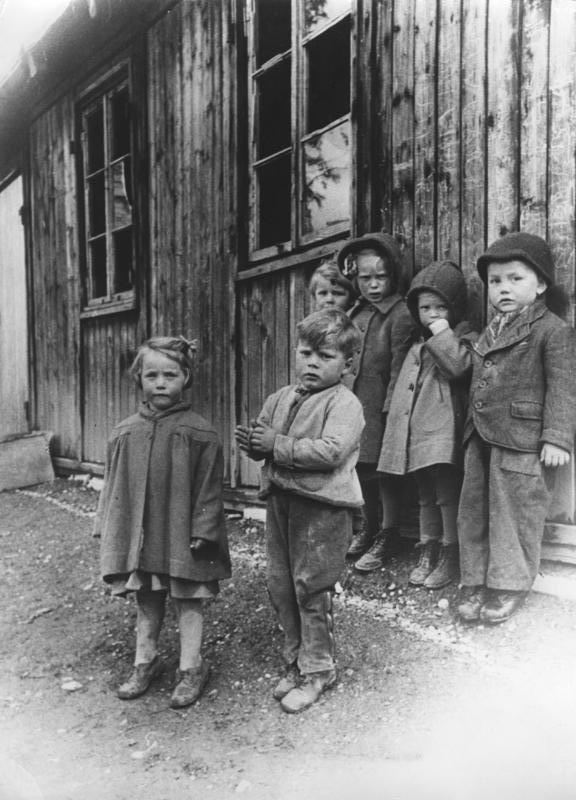
難民キャンプでのドイツ人の子供たち。ドイツ西部(1945年)

西ドイツにおける急速な経済回復の根本的な理由は、オルド自由主義的な発展モデルに見出すことができる。1946年時点で西ドイツには熟練した労働力があり、技術レベルも高かった。しかし西ドイツの資本ストックは、戦中と戦後の期間にほとんど破壊されていた。この小さな資本ストックに加え、市民の生活用品への生産転換や財政と法律上の諸問題によって、戦後の最初の1年は経済生産高は異常に低かった。
それらの最初の諸問題が解決されたのは、1948年の貨幣改革時であり、そのときにライヒスマルクを廃し、ドイツマルクを法規貨幣として設定し、激しいインフレを収束させた。西ドイツ経済の強化を目的としたこの政策は、JCS 1067が効力を持っていた2年間には明確に禁止されていた。JCS 1067は、アメリカ合衆国の西ドイツにおける占領軍隊に対し「ドイツの経済復興を目指しての手段は講じるな」との方針を与えた。
そして同時に、エアハルトに従う政府は、ほどほどの所得に対する税金を大幅に削減した。のちにケネディ大統領の経済アドバイザー評議会議長となる合衆国占領軍の若き経済学者ウォルター・ヘラーは、1949年「非常に高い財産税による抑圧的効果を消し去るために、貨幣改革のときに、軍統治の法律64条によってドイツの税制度を幅広く変える」と書き記した。とりわけ個人の所得税率は劇的に低くなった。以前は6000マルク以上の所得に関しては、どんな場合であれ95％の税率だった。税制改革の後では、この95％の税率は、年間250,000マルク以上の所得の人のみに適用された。1950年に年間約2,400マルクの所得を持つ西ドイツ人に対して、その人の限界税率は85％から18％まで下がった。
連合国による、西ドイツの石炭と鉄鋼の産業の解体はポツダム会議のときに決定され、1950年までに実際に遂行された。西ドイツにおいては、設備がそのときに706の製造工場から取り去られ、鉄鋼生産の上限が6,700,000トン引き下げられた。
豊富な石炭採収地で産業上重要なザールラントは1957年に西ドイツに返還されたが、1959年まではフランスとの関税同盟が経済的に統合されないままの状態で、フランスは1981年までザールラントから石炭を採収していた。
1948年後には、西ドイツは自国の資本ストックの再構築と、それによる驚くべき速さでの経済生産の増加に素早く取り掛かった。消費が低かったことと、（さらに小さい資本を起因とする）資本投資の置き換えへの要望がかなり少なかったことによる、非常に高い資本投資レートが1950年代における回復の機動力となった。労働の購買力が1950年から1960年にかけて73％増加するにつれて、生活水準も着実に確立してきた。 1960年代序盤にイギリスの記者テレンス・プリティは次のように示した。
西ドイツでは生産性が上昇し、これによってほとんどの労働者は、生活水準と「日常生活における保証」を大きく向上させることができた。
In addition, as noted by David Eversley,

### 賠償
西ドイツ経済回復のためには、克服しなければならない物理的な障壁に加えて、知的な課題も残っていた。連合国は、大きな価値のある知的所有権、すなわち、ドイツ内外における全ドイツ人の特許を没収し、その特権を連合国が取り込むことで、自国の産業競争力を高めるために利用した。ドイツ降伏からすぐに始められ次の2年間継続された、ドイツ内における特許だけでなく技術的、科学的な技術情報を獲得するための力強いプロジェクトがアメリカ合衆国主導で進められた。 John Gimbelは彼の著作”Science Technology and Reparations: Exploitation and Plunder in Postwar Germany”の中で、合衆国とイギリスは「知的な賠償」を奪って利用し、その利益は100億ドルにのぼったと述べている。この政策が行われていた2年以上の間、ドイツではいかなる産業的な調査もできなかった。というのは、どのような結果も必ず、あらゆる記録や施設を利用するよう統治権力に促進された海外の競争相手によって、利用できるものになったであろうからである。

### マーシャルプラン
マーシャルプランは精神的な励ましにはなったが、経済回復が絶頂に達するまでの、実際の金融面での補助にはほとんどならなかった。一方で、非常に多くの一流のドイツ人研究者や技術者はソビエト連邦やアメリカ合衆国で仕事をさせられていた。(ペーパークリップ作戦を参照)
西ドイツの経済の抑制が他のヨーロッパの経済回復に歯止めをかけ、これが「経済の奇跡」を後押しする主要な要因ではないと分かった後になってようやく、マーシャルプランは西ドイツにも拡大適用された。もし西ドイツへの経済抑制がヨーロッパの経済に歯止めをかけず、「経済の奇跡」の主要な要因だとすると、イギリスなど、西ドイツよりはるかに多くの経済的支援を受けていたような他の国は、当然西ドイツと同じような現象が起こったはずである。しかしながら、しばしば見逃されることは合衆国占領軍の150,000人が1ドルあたり4マルク相当を稼ぐことによる「非公式な貢献」の影響である。これらのお金は西ドイツ内で、食料、高級品、ビール、車や、地方に派遣されている人々を楽しませるためや、買春にも使われた。訓練中に、少数だった兵士たちは250,000人以上まで数が膨れ上がることはよくあった。それにもかかわらず、主にローン形式をとる金銭的援助の総量はだいたい1,400,000ドルであった。これは、ドイツ人が戦争の賠償として払わなければいけない金額や、占領の継続費用として連合国がドイツ人に押し付けた請求額の年間2,400,000ドルに比べると大いに劣っていた。 1953年、ドイツは将来的にドイツが受け取っていた1,100,000ドルの援助金を返還するということが決められた。最後の返還が行われたのは1971年の6月であった。
1950年から1953年の朝鮮戦争への需要によって、国際的な物品不足が起こり、これにより、長く続いた西ドイツ製品の購買に対する抵抗が消失する一助となった。西ドイツには国外追放による帰還を部分的原因として、16,500,000人もの熟練した労働者がいた。これによって、西ドイツは朝鮮戦争中と戦後少しの間に輸出した産品を2倍にもすることができた。これらの要因とは別に、厳しい労働と、1950年代、1960年代、1970年代前半における市民の全力での長時間労働や、1950年代後半以降にみられる数多くの外国人労働者(ドイツにおいては特にGastarbeiterと呼ばれる)によって提供されたより多くの労働力によって、さらなる労働人口が加わって経済成長が継続するために必要な重要な基盤が形成された。1950年代後半より、西ドイツの経済は世界中でも有数の強さを誇った。東ドイツの経済も大きな成長を見せたが、西ドイツほどではなかった。というのも、東ドイツでは官僚主義的な制度、労働に適した年齢の人々の西ドイツへの移出や、ソ連への資金の賠償が続いたことが原因である。1961年から1966年と1970年から1971年において、雇用されてない人は0.7％から0.8％と記録的な低さになっている。アデナウアー内閣で1949年から1963年にかけて経済大臣を務め、のちに首相になったルートヴィヒ・エアハルトは、しばしば西ドイツの「経済の奇跡」と関連付けられた。

## オーストリア

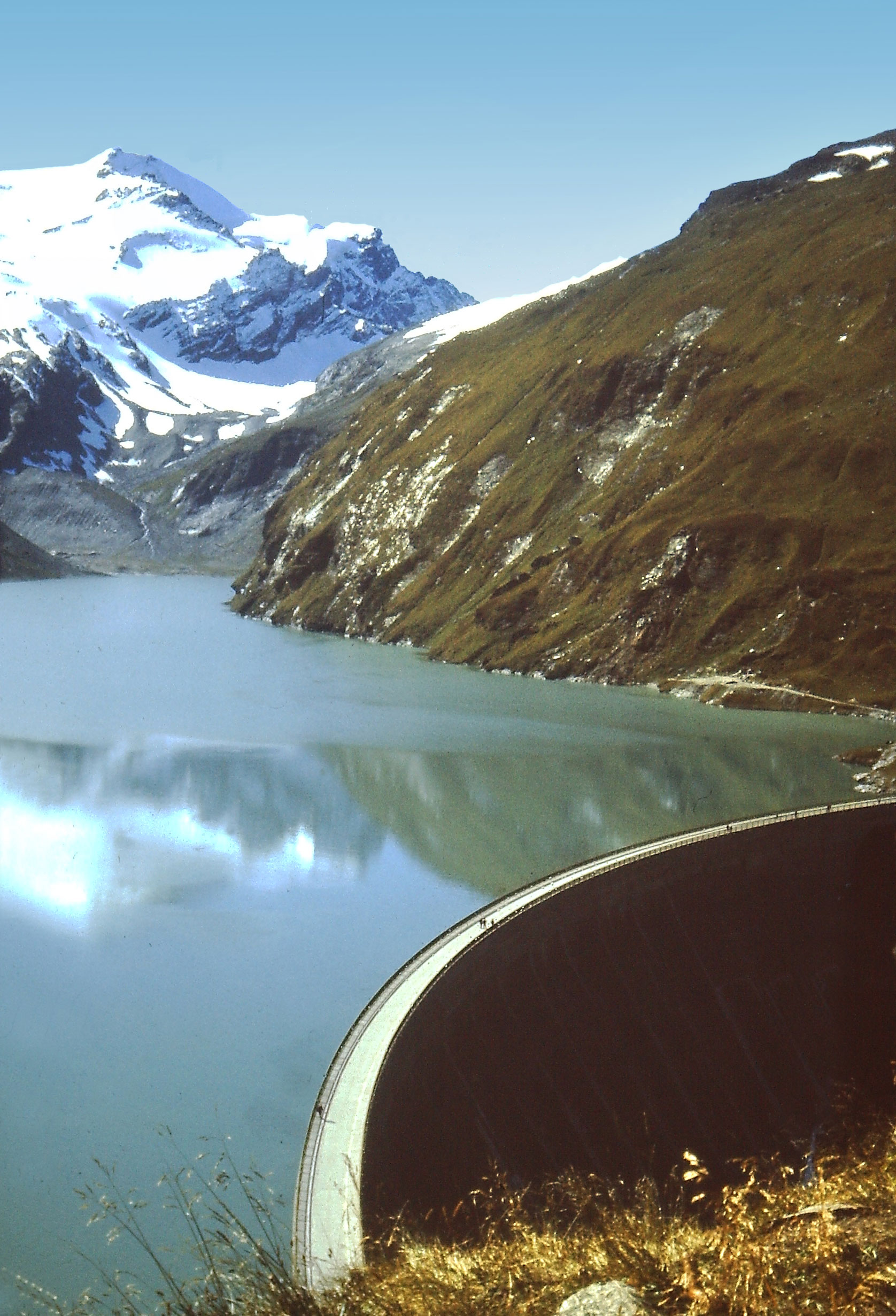
カプルーン地区のモーザーボーデン貯水池 1968年

オーストリアもまた、マーシャルプランに含まれていた。そのため「経済の奇跡」の考察にも含まれ得る。VOEST、AMAGを含むいくつかの産業を国有化して経済成長の限界まで到達したが、それはさらなる長時間労働を招いた。 西ドイツを手本として、ライヒスマルクの代わりにシリングが再導入されて、貨幣の安定化がなされた。この経済方針は、ラープ・カーミッツ・コースとして報道関係者によく知られた。これはユリウス・ラープ首相と彼の財務大臣ラインハルト・カーミッツにちなんで名づけられたもので、西ドイツのアデナウアー・エアハルト・コースに類似している。
カプルーン地区の水力発電所や西アウトバーン建設に代表される国家的プロジェクトによって失業者数は下落し社会的安定は確かなものとなった。1950年代、南イタリアとギリシャから最初の出稼ぎ労働者がオーストリアに到着したが、この時より多くの単純労働者が経済成長を維持するために必要とされていた。

## 関連文献
- 西ドイツの国家独占資本主義  H.ユング (著), 前川 恭一 (翻訳) 大月書店 (1986年05月) ISBN 9784272150090